# Nikolaus Christian Heinrich Dornheim

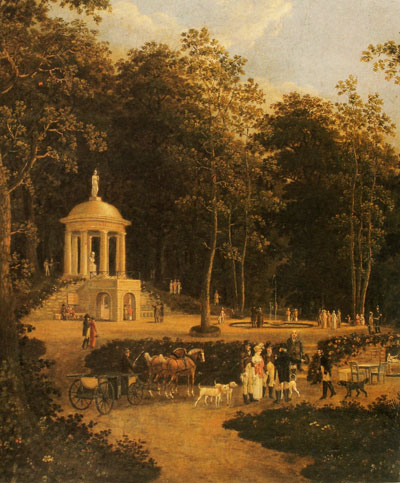
Die Napoleonshöhe im Steiger bei Erfurt (um 1812)

Nikolaus Christian Heinrich Dornheim (* vor dem 6. Oktober 1772 in Erfurt; † 9. August 1830 in Erfurt) war deutscher Grafiker und Maler, dem zahlreiche Stadtansichten Erfurts aus dem 19. Jahrhundert zu verdanken sind.
Dornheim wurde deshalb auch als „Maler der Erfurter Stadtansicht“ bezeichnet. Außerdem malte er Porträts und Landschaften.
Seine Werke vermachte er kurz vor seinem Tod der Kunst-, Antiquitäten- und Naturaliensammlung des Evangelischen Waisenhauses in Erfurt. Seine Bilder befinden sich heute im Angermuseum in Erfurt.